# Bryan Salazar
Bryan Salazar Prado (Lima, 1 de junio de 1990) es un futbolista peruano. Juega de volante defensivo y actualmente está sin equipo.

## Trayectoria
"La Chola" Salazar hizo todas las divisiones menores en el club Sporting Cristal, donde a inicios de la temporada 2007 fue promovido al plantel profesional. Debutó en Primera División el 20 de septiembre de 2007, en la derrota por 1-2 contra Alianza Lima, ingresando por Carlos Orejuela al minuto 84.
En abril de 2008 viajó a Europa para enrolarse al Lech Poznań polaco, club en el que militaban tres peruanos: Hernan Rengifo, Henry Quinteros y Anderson Cueto. Sin embargo regreso al Perú acusando ser víctima de racismo. 
Posteriormente, fue cedido a préstamo al Coronel Bolognesi para la temporada 2009 donde fue pieza clave. jugando 32 partidos y descendiendo a final de temporada. Al siguiente año retornó a Cristal, donde no alterno con regularidad, por lo que se desligó de la institución al final de la temporada.

## Selección nacional
Ha sido internacional con la Selección de fútbol del Perú en la categoría Sub-17, clasificando a la Copa Mundial del 2007 tras ocupar el cuarto lugar en el Campeonato Sudamericano realizado en Ecuador ese mismo año. En este equipo fue dirigido por Juan José Oré.

### Participaciones en Copas del Mundo
| Mundial                               | Sede          | Resultado   |
| ------------------------------------- | ------------- | ----------- |
| Copa Mundial de Fútbol Sub-17 de 2007 | Corea del Sur | 4° de final |

## Clubes
| Club                | País    | Año         |
| ------------------- | ------- | ----------- |
| Sporting Cristal    | Perú    | 2007        |
| Lech Poznań II      | Polonia | 2008        |
| Sporting Cristal    | Perú    | 2008        |
| Coronel Bolognesi   | Perú    | 2009        |
| Sporting Cristal    | Perú    | 2010        |
| Mayta Cápac (Nasca) | Perú    | 2011        |
| Sport Boys          | Perú    | 2012 - 2014 |
| Atlético Minero     | Perú    | 2015        |
| Unión Fuerza Minera | Perú    | 2016        |
| Sport Callao        | Perú    | 2017        |